# Тыайа
Тыайа — село в Кобяйском улусе Республики Саха. Образует муниципальное образование «Тыайинский наслег».

## География
Расположен на берегу оз. Одунда, в 155 км к юго-западу от улусного центра п. Сангар и в 360 км к северо-западу от г. Якутска.

## История
Основано в 1933 году.
В 1978 году на территории Тыайинского наслега Кобяйского улуса в местности «Бадарааннаах», в 27 километрах от села Тыайа, на глубине 567 метров был произведен подземный мирный термоядерный взрыв «Кратон-4» мощностью 22 кт. Целью эксперимента являлось глубинное сейсмозондирование.
1981 г. — начато строительство нового здания школы.
1999 г. — было введено в эксплуатацию новое здание спортзала, где открылся филиал Сангарской ДЮСШ.
2003 г. — построено и введено в эксплуатацию здание «Олонхо дьиэтэ».
2006 г. — построено и введено здание «Арчы дьиэтэ».
2019 г. —  был введен в эксплуатацию новый фельдшерско-акушерский пункт.
2021г.  — был частично проведен высокоскоростной интернет.

#### Почетные граждане улуса(села)
Полятинский Егор Степанович – заслуженный работник сельского хозяйства РС (Я), чемпион-рыболов, ветеран войны.
Аргунова Раиса Алексеевна – чемпионка по ухаживанию за телятами в районе, организатор крестьянского хозяйства.
Аргунова Мария Степановна – Отличник Здравоохранения СССР
Дьяконов Сидор Константинович – долгое время работал председателем сельсовета, управляющим, бригадиром
Попов Петр Иннокентьевич – заслуженный работник сельского хозяйства, глава наслега.
Аргунова Аграфена Ивановна – Мать-Героиня, ветеран тыла и труда.
Аргунов Николай Николаевич – ветеран войны и труда. Долгое время проработал секретарем сельсовета.
Аргунов Семен Иосифович – учитель, 17 лет проработал председателем совета наслега, затем землеустроителем.
Дьяконова Акулина Ильинична – заслуженный учитель РС (Я), ветеран труда.

## Население
| 2002 | 2010 | 2011 | 2012 | 2013 | 2014 | 2015 |
| ---- | ---- | ---- | ---- | ---- | ---- | ---- |
| 489  | ↘477 | ↘475 | ↘458 | ↘452 | ↗455 | ↘449 |
| 2016 | 2017 | 2018 | 2019 | 2020 | 2021 |      |
| ↘442 | ↗444 | ↗446 | ↘442 | ↗446 | ↗454 |      |

## Культура, наука, образование, спорт
- МБОУ «Тыайинская СОШ им. Н. Х. Дьяконова»
- Детский сад комбинированного вида № 21 "Кэнчээри"
- МБУ ЦКР «Тумсуу»
- Сельская библиотека

## Экономика
Экономика развито слабо, отделённость от районного центра и дорог существующих только на "бумаге" создает трудности для населения, в период весеннего половодья и осенней распутицы село становится отрезанным от остальной части района, постройка моста через речку Лунгха частично решил бы вопрос транспортным сообщением, распад Советского союза сильно ударила по экономике села, в 1997 был распущен совхоз. Как и в остальных селах Якутии население села занимается разведением крупного рогатого скота и коневодством, но в последнее время с каждом годом уменьшается поголовье крупного рогатого скота, так как в основном занимались этим население рожденные до 70-х годов, а молодёжь не очень стремится развивать экономику в этом направлении.

### Энергетика
- АО "Сахатранснефтегаз" УГРС "Ленагазсервис" "ГРП"
- Филиал ГУП ЖКХ «Заречный»
- Кобяйский эксплуатационный газовый участок УГРС АО "Сахатранснефтегаз"
- ГМТЭС «Сахаэнерго»

### Торговля
- ИП Лугинова Н.А.
- ИП Кушнарев П.А.
- ИП Полятинский И.К.

### Прочие организации
- УФПС РС(Я) ФГУП Почта России
- ПАО Ростелеком
- ПАО Вымпел-Коммуникации

## Транспортная инфраструктура
- Дорога республиканского значения «Кобяй», которая связывает с. Тыайа с населенными пунктами Горного улуса и г. Якутск.
- Автозимники муниципального (районного) значения «Люччегинская» (Кобяй — Тыайа — Арыктах — Мастах — Сайылык — Чай)
- Транспортное сообщение с центром улуса п. Сангар поддерживается по сезонной схеме. Зимой сообщение поддерживается автомобилем, летом (в период с июня по октябрь) авиатранспортом с периодичностью 1 раз в неделю.

### Улицы
Уличная сеть села состоит 8 улиц
- Советская
- им. П.С. Софронеева
- Октябрьская
- им. Н.Н. Аргунова
- им. И.Г. Лугинова
- ул. Е.Т. Дьяконовой
- Таежная
- пер. Озерный
- Кобяйская
- Новая

## Связь
Сотовые операторы
- Билайн.
- Теле 2.

Услуги Интернета —  на данный момент  Интернет предоставляется через спутниковую связь, скорость которой очень низкая, а его стоимость очень дорогая. Осенью 2021 года    село подключена к оптоволоконной линии "Кобяйский экспресс" , совместный проект ПАО "«МТС»" и ГУП "ТЦТР" Республики Саха( Якутия) .

## Средства массовой информации

#### Телевидение цифровое
Все 20 каналов для мультиплекса РТРС-1 и РТРС-2; Пакет радиоканал, включает:
- Пакет телеканалов РТРС-1 (телевизионный канал 30, частота 546 МГц), включает: Первый канал, Россия 1, Матч ТВ, НТВ, Пятый канал, Россия К, Россия 24, Карусель, ОТР, ТВЦ.
- Пакет телеканалов РТРС-2 (телевизионный канал 32, частота 562 МГц), включает: Рен-ТВ, Спас, СТС, Домашний, ТВ3, Пятница!, Звезда, Мир, ТНТ, МузТВ.